# FT Braunschweig
De Freie Turnerschaft Braunschweig is een Duitse sportvereniging uit Braunschweig waarvan de voetbalafdeling het bekendst is.

## Geschiedenis
De club werd in 1903 opgericht onder de Arbeiter-Turn- und Sportbund. In 1929 kreeg de club financiële problemen na aankoop van haar accommodatie. In januari 1933 werd de club geschrapt maar twee weken later werd de Freie Sportverein Braunschweig opgericht. Deze nieuwe vereniging werd op 30 mei van dat jaar echter als socialistische club verboden door het nazi-regime. Direct na de Tweede Wereldoorlog traden leden van de vereniging toe tot de gezamenlijke sportclub voor de stad: TSV Braunschweig die deelnam aan de competitie in de Britse bezettingszone. Toen daar ook leden van Eintracht Braunschweig bij kwamen, werd de Freie Turnerschaft Braunschweig heropgericht. De club ging in het Prinz-Albrecht-Park spelen in het oosten van de stad.

## Voetbal
De club behoorde in 1949 tot een van de stichtende leden van de Amateurliga Niedersachsen. In 1951 promoveerde de club naar de Amateuroberliga Niedersachsen maar degradeerde twee jaar later weer. Toen in 1964 de Amateurliga Niedersachsen opgeheven werd, speelde de club twaalf seizoenen in de Verbandsliga Ost.
In 1994 promoveerde FT Braunschweig naar de Landesliga Braunschweig en in 1997 volgde promotie naar de Niedersachsenliga. Daar degradeerde de club direct maar keerde in 2000 weer terug. In 2013 promoveerde FT Braunschweig naar de Oberliga Niedersachsen en in 2014 promoveerde de club na play-offs voor het eerst naar de Regionalliga Nord. Ook kwalificeerde FT Braunschweig zich voor het eerst voor de DFB-Pokal. Na één seizoen degradeerde de club weer. In 2017 degradeerde de club nog verder.

## Eindklasseringen vanaf 2000
| Seizoen | Competitie                 | Niveau | Eindstand | DFB Pokal | Opmerking                                                                                   |
| ------- | -------------------------- | ------ | --------- | --------- | ------------------------------------------------------------------------------------------- |
| 1999/00 | Landesliga Braunschweig    | VI     | 1         | --        |                                                                                             |
| 2000/01 | Niedersachsenliga-Ost      | V      | 7         | --        |                                                                                             |
| 2001/02 | Niedersachsenliga-Ost      | V      | 7         | --        |                                                                                             |
| 2002/03 | Niedersachsenliga-Ost      | V      | 2         | --        |                                                                                             |
| 2003/04 | Niedersachsenliga-Ost      | V      | 4         | --        |                                                                                             |
| 2004/05 | Niedersachsenliga-Ost      | V      | 6         | --        |                                                                                             |
| 2005/06 | Niedersachsenliga-Ost      | V      | 4         | --        |                                                                                             |
| 2006/07 | Niedersachsenliga-Ost      | V      | 4         | --        |                                                                                             |
| 2007/08 | Niedersachsenliga-Ost      | V      | 8         | --        |                                                                                             |
| 2008/09 | Oberliga Niedersachsen-Ost | V      | 11        | --        |                                                                                             |
| 2009/10 | Oberliga Niedersachsen-Ost | V      | 13        | --        | Verkleining van de Oberliga                                                                 |
| 2010/11 | Landesliga Braunschweig    | VI     | 3         | --        |                                                                                             |
| 2011/12 | Landesliga Braunschweig    | VI     | 2         | --        | promotiewedstrijd > TuS Celle FC 0-1                                                        |
| 2012/13 | Landesliga Braunschweig    | VI     | 1         | --        |                                                                                             |
| 2013/14 | Oberliga Niedersachsen     | V      | 2         | --        | 2e in promotieserie met 3 clubs; finalist Niedersachsenpokal > BSV Schwarz-Weiß Rehden: 1-2 |
| 2014/15 | Regionalliga Nord          | IV     | 18        | 1e ronde  | < 1. FC Köln: 0-4                                                                           |
| 2015/16 | Oberliga Niedersachsen     | V      | 7         | --        |                                                                                             |
| 2016/17 | Oberliga Niedersachsen     | V      | 14        | --        |                                                                                             |
| 2017/18 | Landesliga Braunschweig    | VI     | 3         | --        |                                                                                             |
| 2018/19 | Landesliga Braunschweig    | VI     | 1         | --        |                                                                                             |
| 2019/20 | Oberliga Niedersachsen     | V      | 13        | --        | competitie afgebroken i.v.m. coronapandemie.                                                |
| 2020/21 | Oberliga Niedersachsen     | V      | --        | --        | Competitie afgebroken i.v.m. coronapandemie. Er wordt geen stand opgemaakt.                 |
| 2021/22 | Oberliga Niedersachsen     | V      | 10        | --        | 4e in voorronde                                                                             |
| 2022/23 | Oberliga Niedersachsen     | V      | 17        | --        |                                                                                             |
| 2023/24 | Landesliga Braunschweig    | VI     | 7         | --        |                                                                                             |
| 2024/25 | Landesliga Braunschweig    | VI     | 4         | --        |                                                                                             |
| 2025/26 | Landesliga Braunschweig    | VI     | .         | --        |                                                                                             |

### Bekende (oud-)spelers
- Justin Eilers
- Marc Pfitzner
- Werner Thamm

## Basketbal
Vanaf 1978 ging de basketbalafdeling samen met MTV Braunschweig als profteam spelen en kwam ook uit in de 1. Bundesliga. In 2000 werd de licentie overgedragen aan Basketball Löwen Braunschweig.